# Sumpfhühner
Die Sumpfhühner (Porzana) sind eine Gattung aus der Familie der Rallen. Sie sind auf allen Erdteilen und in Ozeanien verbreitet. 

## Merkmale
Die Körpergröße variiert von 13 bis 25 Zentimetern. Je nach Art sind die Unterseiten aschgrau (Wieselsumpfhuhn), schiefergrau (Fleckensumpfhuhn), dunkel rötlich braun (Zimtsumpfhuhn) oder schwarz (Tuamotusumpfhuhn), die Unterschwanzdecken rötlich (Hawaiiralle), einfarbig schwarz (Tuamotusumpfhuhn) oder mit weißen Flecken bedeckt (Kosrae-Sumpfhuhn), die Oberseiten schwarz (Kosrae-Sumpfhuhn) oder braun (Südsee-Sumpfhuhn), das Gefieder insgesamt einfarbig schwarz (Kosrae-Sumpfhuhn, Tuamotusumpfhuhn) oder verschiedenfarbig (Gelbbrust-Sumpfhuhn, Mandarinsumpfhuhn), die Achselfedern gebändert (Tüpfelsumpfhuhn) oder schlicht (Gelbbrust-Sumpfhuhn), die Brust weiß gefleckt (Tüpfelsumpfhuhn) oder ohne Flecken (Carolinasumpfhuhn). Beim Gelbbrust-Sumpfhuhn sind weiße Streifen oberhalb der Zügel zu erkennen.

## Lebensraum
Sumpfhühner leben im Marschland, in Sümpfen und an Sumpfrändern, in Teichen und Seen, in überschwemmten Feldern, Reisfeldern und in anderen Feuchtgebieten.

## Nahrung
Die Nahrung besteht aus Schnecken, Insekten, Ringelwürmern, Froschlaich, kleinen Fischen, Samen und Sumpfkräutern.

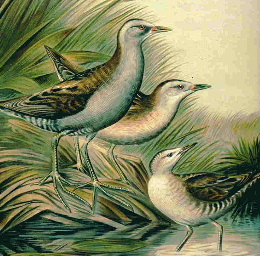
Kleines Sumpfhuhn

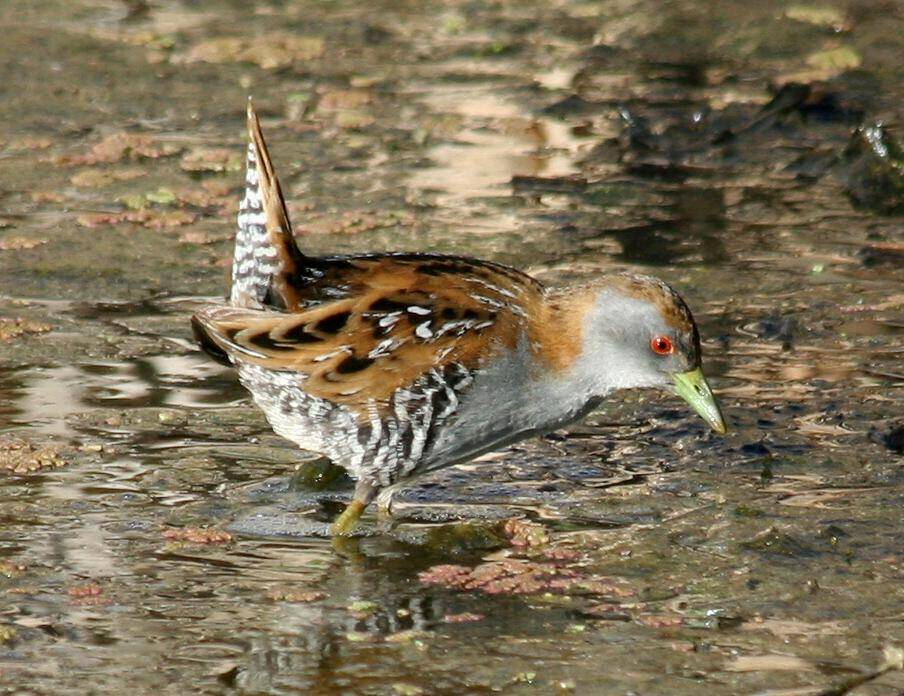
Zwergsumpfhuhn

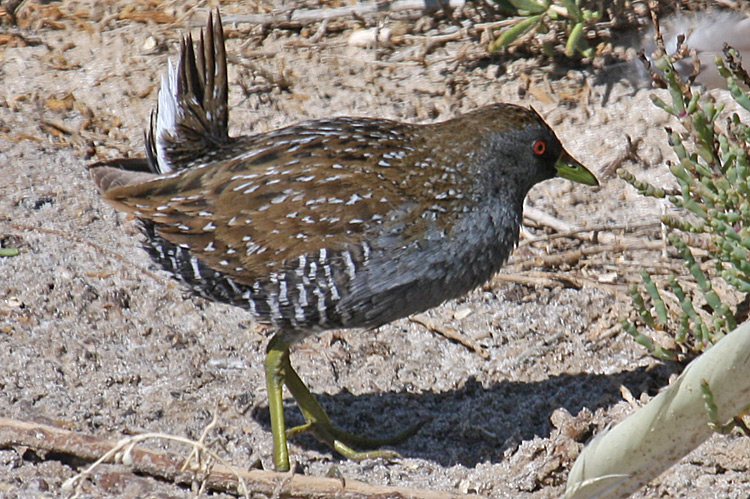
Flusssumpfhuhn

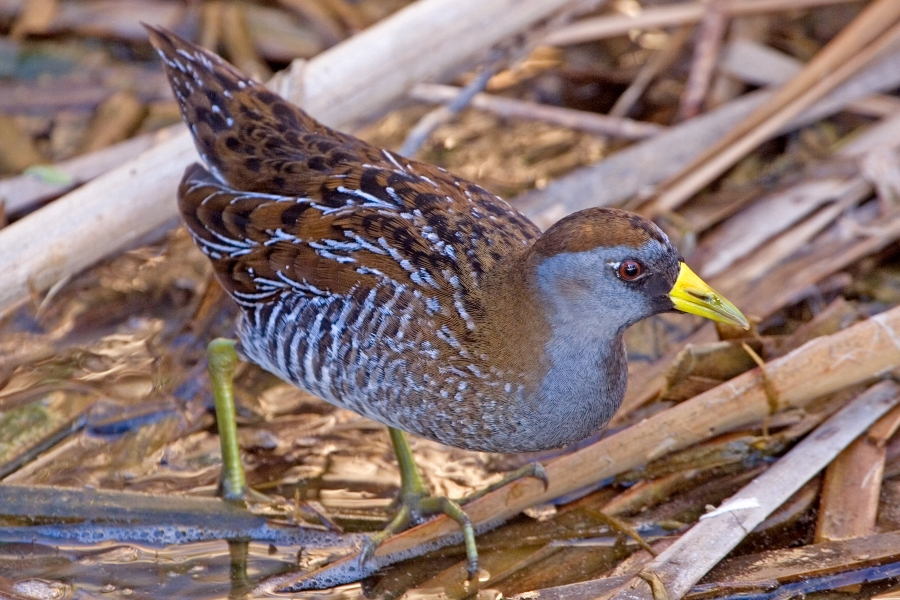
Carolinasumpfhuhn

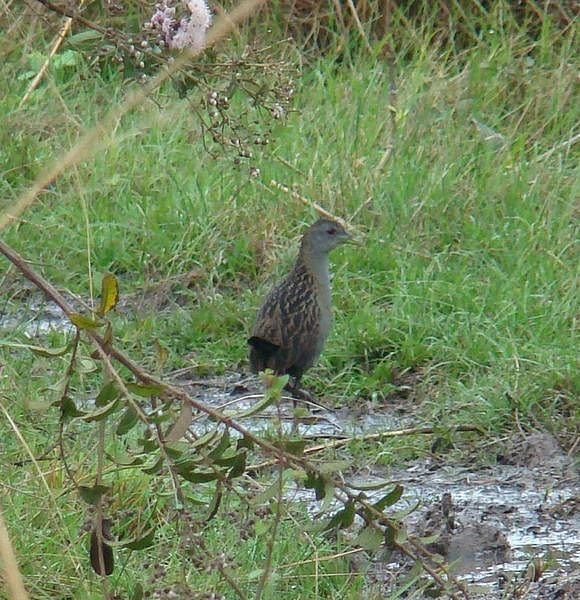
Wieselsumpfhuhn

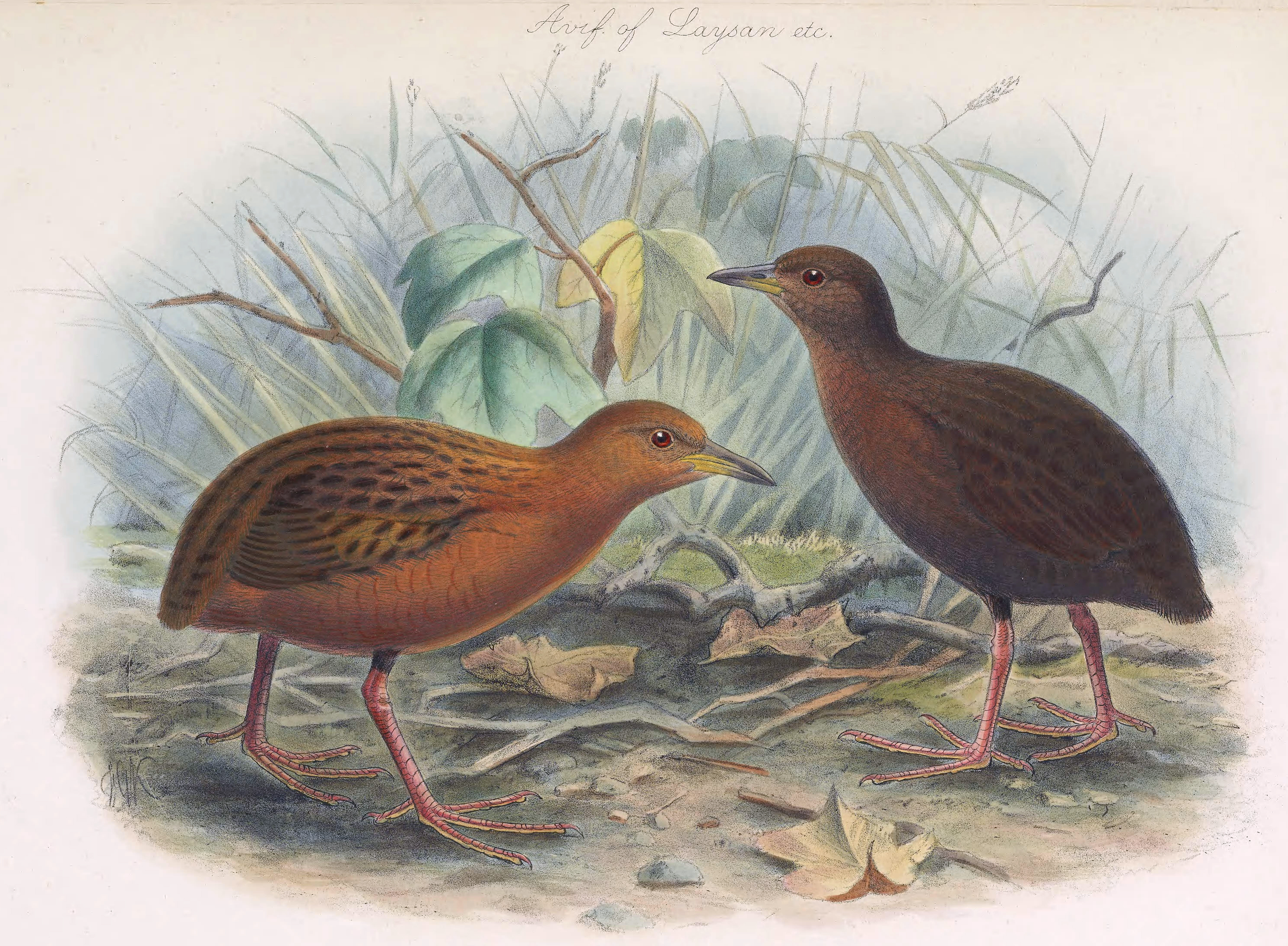
Hawaiiralle

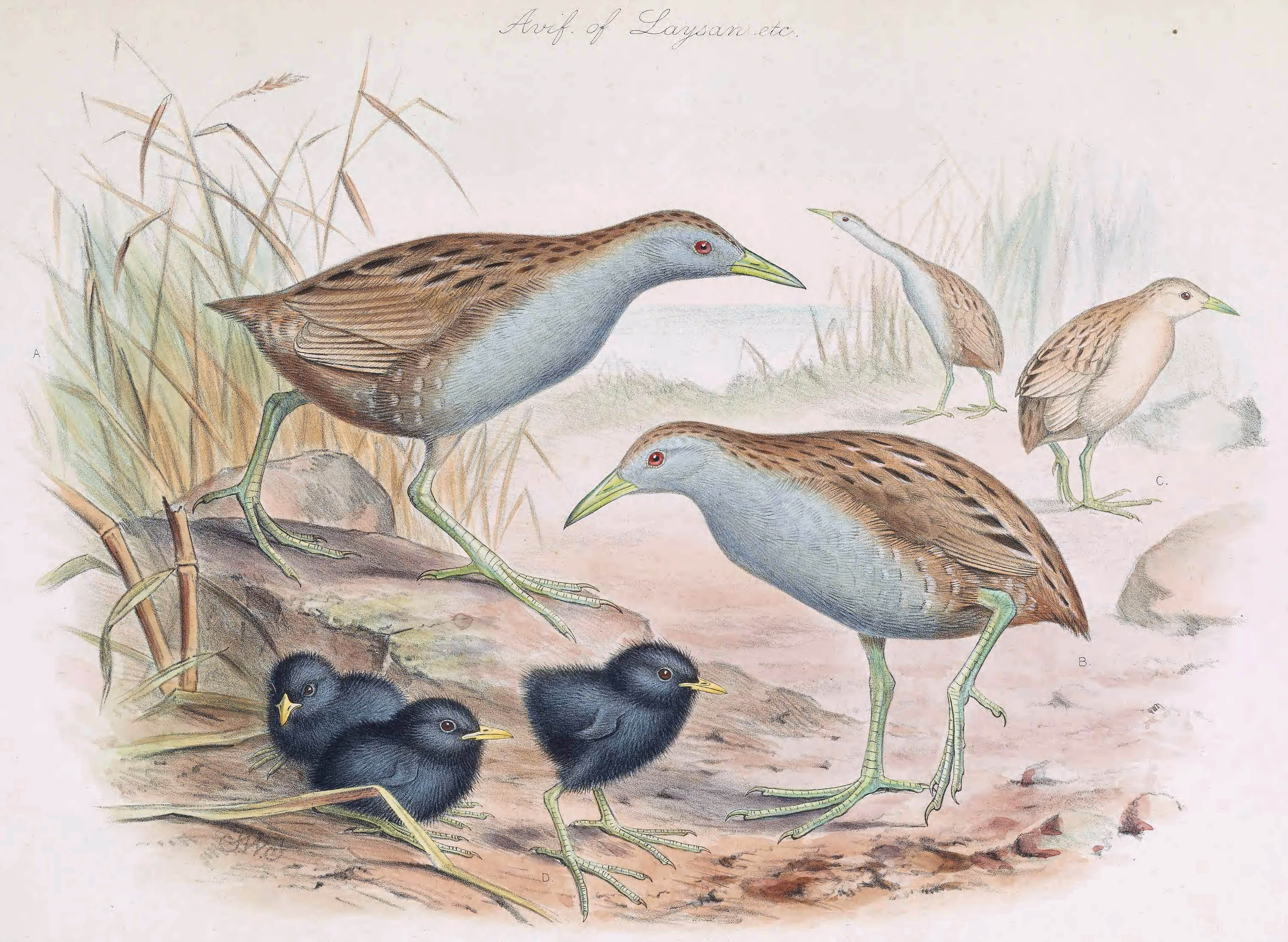
Laysan-Ralle

## Systematik
In einer molekularbiologischen Studie von Slikas et al. aus dem Jahr 2002 wurden innerhalb der Sumpfhühner der Gattung Porzana mehrere Kladen sichtbar. Diesen Erkenntnissen folgte eine Aufteilung in verschiedene Gattungen und entsprechende nomenklatorische Maßnahmen. Diese sind noch nicht endgültig bestätigt, wurden jedoch mittlerweile in namhafte Monographien und Listen übernommen.
Folgende rezente Arten verblieben in der Gattung Porzana:
Gattung Mustelirallus
- Mustelirallus albicollis Vieillot, 1819 – Weißkehl-Sumpfhuhn (Südamerika)

Gattung Porzana
- Porzana carolina Linnaeus, 1758 – Carolinasumpfhuhn (Nordamerika, Mittelamerika, Karibik, Peru, Französisch-Guayana, Guyana)
- Porzana fluminea Gould, 1843 – Flusssumpfhuhn (Australien, Tasmanien)
- Porzana porzana Linnaeus, 1766 – Tüpfelsumpfhuhn (brütet in Eurasien, überwintert in Afrika und Indien)
- Porzana spiloptera Durnford, 1877 – Fleckensumpfhuhn (Argentinien, Brasilien, Uruguay)

Folgende rezente Arten wurden in die Gattung Zapornia gestellt:
- Zapornia atra North, 1980 – Tuamotusumpfhuhn (Henderson-Insel)
- Zapornia fusca Linnaeus, 1766 – Zimtsumpfhuhn (Asien)
- Zapornia parva Scopoli, 1769 – Kleines Sumpfhuhn (brütet in Eurasien, überwintert in Afrika)
- Zapornia paykullii Ljungh, 1813 – Mandarinsumpfhuhn (Ostasien)
- Zapornia pusilla Pallas, 1776 – Zwergsumpfhuhn (brütet in Eurasien, überwintert in Ostafrika und Südasien)
- Zapornia tabuensis Gmelin, 1789 – Südsee-Sumpfhuhn (Ozeanien)

Ausgestorben sind dagegen:
- Zapornia palmeri Frohawk, 1892 – Laysan-Ralle, † 1944
- Zapornia sandwichensis Gmelin, 1789  – Hawaiiralle, † ca. 1890
- Zapornia monasa Kittlitz, 1858  – Kosrae-Sumpfhuhn, † ca. Mitte des 19. Jahrhunderts
- Zapornia nigra J. F. Miller, 1784 – Miller-Sumpfhuhn, † 18. Jahrhundert (nur durch zwei Zeichnungen bekannt)

Aus der Gattung Amaurornis wurde 
- Zapornia olivieri, Malegassenkielralle in die Gattung Zapornia gestellt.

In die Gattung Amaurornis wurde Porzana  cinerea als
- Amaurornis cinerea Vieillot, 1819 – Weißbrauen-Sumpfhuhn, Weißbrauen-Ralle oder Blatthühnchenralle (Ostasien, Ozeanien) transferiert. Auf Iwo Jima und Minami-Iwojima in den Ogasawara-Inseln kam die Iwo-Jima-Blatthühnchenralle, eine umstrittene Unterart endemisch vor.

Die Gattung Hapalocrex (monotypisch) wurde für Porzana flaviventer als
- Hapalocrex flaviventer Boddaert, 1783 – Gelbbrust-Sumpfhuhn (Mittelamerika und Südamerika, Karibik) wiedererrichtet.

Ausgestorben sind dagegen:
- Porzana astrictocarpus Olson, 1973 – St.-Helena-Sumpfhuhn, † frühes 16. Jahrhundert
- Porzana ralphorum Olson & James, 1991 – (Oahu, Hawaii-Inseln), ca. 450 n. Chr.
- Porzana severnsi Olson & James, 1991 – (Maui, Hawaii-Inseln), Holozän
- Porzana rua Steadman, 1987 – (Mangaia, Cookinseln), † 14. oder 15. Jahrhundert
- Porzana menehune Olson & James, 1991 – (Molokai, Hawaii-Inseln), Holozän
- Porzana ziegleri Olson & James, 1982 – (Oahu, Hawaii-Inseln), ca. 650 – 870 n. Chr.
- Porzana keplerorum Olson & James, 1984 – (Maui, Hawaii-Inseln), Holozän
- Porzana piercei Olson & Wingate, 2000 – (Bermuda, Westatlantik), Mittleres Pleistozän
- Porzana sp. Steadman, 1994 – Osterinsel-Ralle, ca. 1000 bis 1430 n. Chr.
- Porzana sp. A Olson & James, 1982 – (Hawaii, Hawaii-Inseln, große Art), Holozän
- Porzana sp. B Olson & James, 1991 – (Hawaii, Hawaii-Inseln, kleine Art), ca. 860 bis 980 n. Chr.
- Porzana sp. A Olson & James, 1982 – (Kauai, Hawaii-Inseln, große Art), Holozän
- Porzana sp. B Olson & James, 1981 – (Kauai, Hawaii-Inseln, mittelgroße Art), ca. 4050 v. Chr.
- Porzana sp. Olson & James, 1982 – (Maui, Hawaii-Inseln), Holozän
- Porzana sp. Steadman, 2006 – (Malakula, Vanuatu), ca. 950 v. Chr.
- Porzana sp. Steadman, 2006 – (Aiwa Levu, Lau-Inseln), ca. 450 v. Chr.
- Porzana sp. Steadman & Kirch, 1990 – (Mangaia, Cookinseln), † 14. oder 15. Jahrhundert, kleiner als Porzana rua.
- Porzana sp. Steadman, 2006 – (Nuku Hiva, Marquesas), Holozän
- Porzana sp. A Steadman, 2006 – (Uahuka, Marquasas), ca. 300 bis 1300 n. Chr.
- Porzana sp. B Steadman, 2006 – (Uahuka, Marquasas), ca. 300 bis 1300 n. Chr.
- Porzana sp. Olson & Ziegler, 1995 – (Lisianski-Atoll, Hawaii-Inseln), ca. 1828 (nur von einem Reisebericht russischer Seeleute aus dem Jahre 1828 bekannt)
- Porzana sp. Steadman, 1999 – (Tinian, Marianen), ca. 2500 v. Chr.
- Porzana sp. Steadman, 1999 – (Aguiguan, Marianen), ca. 1290 bis 1450 n. Chr.
- Porzana sp. Steadman, 1999 – (Rota, Marianen), Holozän

Ungesicherte Zuordnung
- Porzana aff. estramosi Jánossy, 1979 – (nur vom distalen Ende eines Tarsometatarsus aus dem Zancleum in Ungarn bekannt, provisorisch in die Gattung Porzana gestellt)